# عبد الكريم المزيعل
عبد الكريم المزيعل (مواليد 8 أغسطس 1999) هو لاعب كرة قدم سعودي.

## مسيرة اللاعب
مثل نادي النصر في الفئات السنية وأعير إلى نادي النجوم في صيف 2019 و أعير إلى نادي الجبلين في مطلع عام 2020 و أعير إلى نادي التعاون في صيف 2020 و لعب بعدها مع نادي الباطن و نادي الجبلين.

## وصلات خارجية
عبد الكريم المزيعل على موقع كووورة